# Saš
Pour les articles homonymes, voir Sas (homonymie).
Saš (en serbe cyrillique : Саш) est un village de Serbie situé dans la municipalité de Tutin, district de Raška. Au recensement de 2011, il comptait 53 habitants.

## Démographie
| 1948 | 1953 | 1961 | 1971 | 1981 | 1991 | 2002 | 2011 |
| ---- | ---- | ---- | ---- | ---- | ---- | ---- | ---- |
| 204  | 224  | 262  | 190  | 190  | 128  | 42   | 53   |

|  |